# 刚果咖啡
刚果咖啡（学名：Coffea congensis）为茜草科咖啡属下的一个种。其种加词“congensis”意为“刚果的”。